# Bitwa pod Uściem
Bitwa pod Uściem – starcie zbrojne, które miało miejsce 16 czerwca 1426 w miejscowości Uście nad Łabą między wojskami Świętego Cesarstwa Rzymskiego a siłami husyckimi. Krucjatę zorganizowało papiestwo sądząc, że po śmierci Jana Żiżki wojska husyckie zostaną szybko pokonane. Głównym dowódcą po stronie czeskiej był Zygmunt Korybutowicz, podczas gdy Prokop Wielki przewodził taborytom. Po stronie krzyżowców dowodził Boso z Vitzthum.
Husyci mieli około 15 000 – 18 000 żołnierzy (w tym 2-3 tysiące jazdy polskiej), a także około 500 wozów wojennych, krzyżowcy natomiast dysponowali 20 000 – 30 000 ludźmi, a także 3000 wozów wojennych i 180 działami.
Fabularny opis bitwy pojawia się w książce Boży bojownicy Andrzeja Sapkowskiego.